# Ulrich Exner
Ulrich Exner (auch Uli Exner; * 1961 in Hannover) ist ein deutscher Journalist.

## Leben und Wirken
Exner studierte Politik, Soziologie und Geschichte an der Universität Hannover. Sein Volontariat absolvierte er bei der Hessischen Allgemeinen, bei der er auch erste Erfahrungen als Redakteur sammelte. Er arbeitete in der tageszeitungs-Redaktion in Hamburg und als Politik-Ressortleiter bei der Hamburger Morgenpost. 1999 kam er zu den Lübecker Nachrichten, zunächst als stellvertretender Chefredakteur. Ab 2006 war er Chefredakteur der Zeitung. Exner wechselte am 1. Februar 2009 als stellvertretender Chefredakteur zur Berliner Morgenpost. Sein Nachfolger in Lübeck wurde Manfred von Thien, der bereits von 1999 bis 2006 Chefredakteur der Zeitung gewesen war und nach seiner Rückkehr von der Ostsee-Zeitung in Rostock zunächst die Funktion eines Redaktionsdirektors der gemeinsamen Mantelredaktion beider Zeitungen übernommen hatte. In Berlin löste Exner Lars Haider ab. Am 1. Februar 2010 ging Exner als Korrespondent zur Welt-Gruppe mit dem Zuständigkeitsbereich Schleswig-Holstein, Hamburg, Niedersachsen und Bremen. 2018 wurde er mit dem „Journalistenpreis Schleswig-Holstein“ ausgezeichnet, der vom Kieler Presseklub und dem Deutschen Journalisten-Verband Schleswig-Holstein vergeben wird. Exner erhielt den Preis für sein Doppelinterview Die besseren Populisten mit Ralf Stegner (SPD) und Wolfgang Kubicki (FDP), das er für die Welt führte.
Exner ist seit 2001 mit der Journalistin und Fernsehmoderatorin Gabi Bauer verheiratet. Das Paar hat 2001 geborene Zwillingssöhne.